# ノルスク・ハイドロ重水工場破壊工作

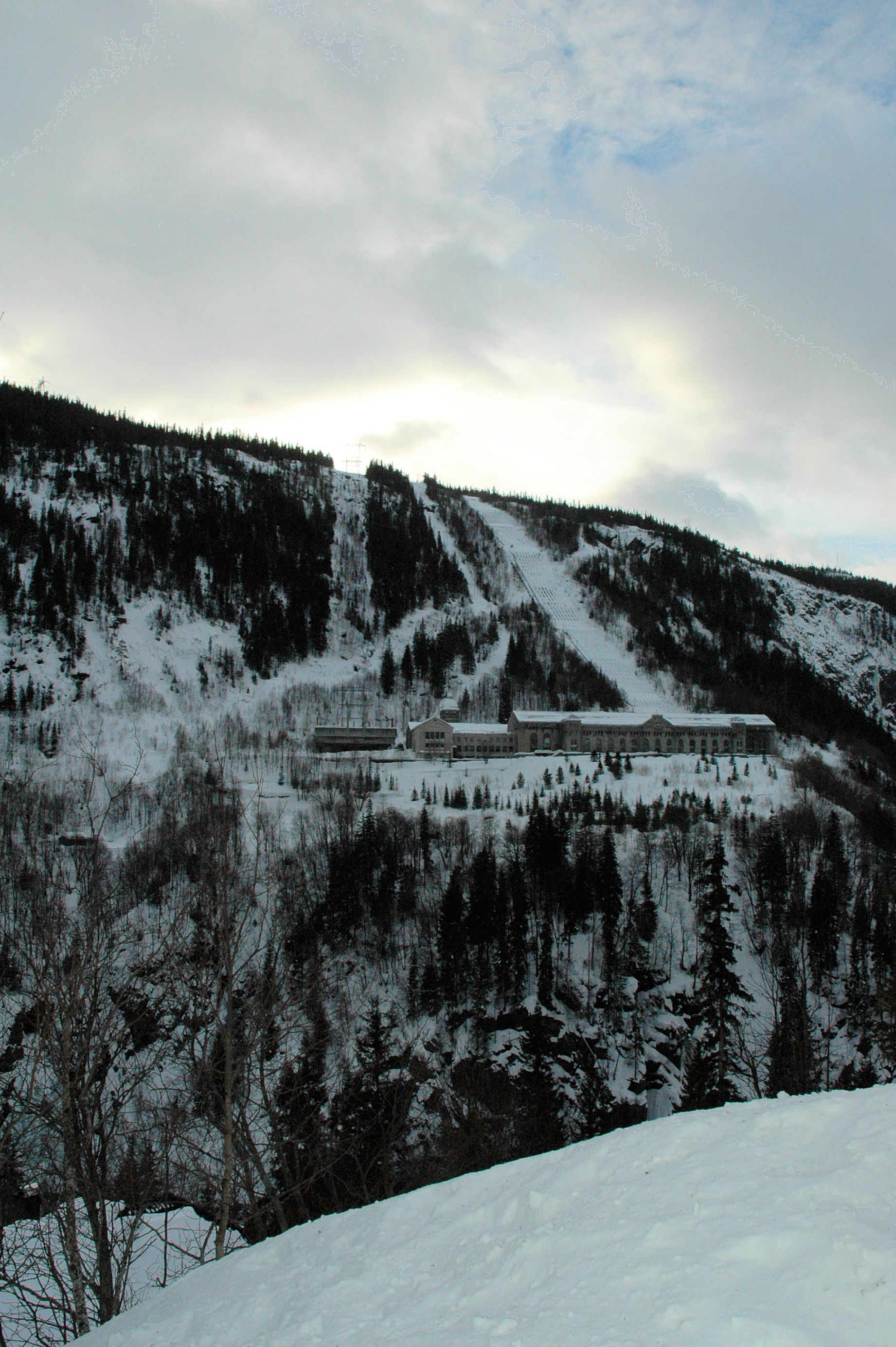
ヴェモルクの水力発電所の現在、重水工場の建物は戦後取り壊された

ノルスク・ハイドロ重水工場破壊工作（ノルスク・ハイドロじゅうすいこうじょうはかいこうさく）は、第二次世界大戦中ノルウェーの破壊工作者が、核兵器の開発に利用できる重水をドイツの原子爆弾開発計画が入手するのを阻止するために起こした一連の破壊工作である。

## 概要
1934年にノルウェーの企業ノルスク・ハイドロがヴェモルクに、肥料生産の副産物として世界で初めて重水を商業的に生産できる工場を建設した。第二次世界大戦中、連合国はナチス・ドイツの核兵器開発を阻止するために、重水工場を破壊して重水の供給を絶つことを決定した。テレマルク県のリューカンの滝にある、60 MWのヴェモルク水力発電所が攻撃目標となった。
ドイツのノルウェー侵攻より前の1940年4月9日に、フランスの諜報機関参謀本部第2局が、当時はまだ中立国であったノルウェーのヴェモルクの工場から185 kgの重水を撤去した。工場の管理者であったAubertは、戦争の期間中この重水をフランスに貸し出すことに同意した。フランス人らは重水を秘密裏にオスロとスコットランドのパースを経由してフランスへと運び込んだ。工場は重水の生産能力を持ったまま残された。
連合軍は、占領軍がこの工場を利用して兵器開発計画のための重水をさらに生産することを心配していた。1940年から1944年にかけて、ノルウェーの抵抗活動による破壊活動と、連合軍の空襲により、工場の破壊と生産された重水の損失を確実なものとした。これらの作戦は、「グルース」（Grouse、「ライチョウ」）、「フレッシュマン」（Freshman、「新人」）、「ガンナーサイド」（Gunnerside、イングランドの村）とコードネームが付けられ、最終的に1943年初頭に工場を操業停止に追い込んだ。
グルース作戦では、イギリス特殊作戦執行部(Special Operations Executive, SOE)が、工場の上にあるハダンゲルヴィッダの地域に先発隊として4人のノルウェー人を送り込むことに成功した。後に1942年に、イギリスの空挺部隊によりフレッシュマン作戦が実行されたが、失敗に終わった。彼らはグルース作戦で送り込まれたノルウェー人たちと合流し、ヴェモルクへと向かう予定となっていた。しかしこれは、軍用グライダーがそれを牽引していたハンドレページ ハリファックス爆撃機とともに目的地手前で墜落したために失敗した。他のハリファックスは基地に帰還したが、それ以外のすべての参加者たちは墜落の際に死亡するか捕えられ、ゲシュタポにより尋問され、処刑された。
1943年に、イギリス特殊作戦執行部が訓練したノルウェー人の特殊部隊が2回目の作戦「ガンナーサイド作戦」で重水工場を破壊することに成功した。ガンナーサイド作戦は後に、イギリス特殊作戦執行部から第二次世界大戦でもっとも成功した破壊工作であると評価された。
こうした破壊工作に加えて、連合軍の空襲も行われた。ドイツは工場の操業中止を決め、残りの重水をドイツに輸送することにした。ノルウェーの抵抗活動は、ティン湖において鉄道連絡船「ハイドロ」を沈め、重水の輸送を阻止した。

## 技術的な背景

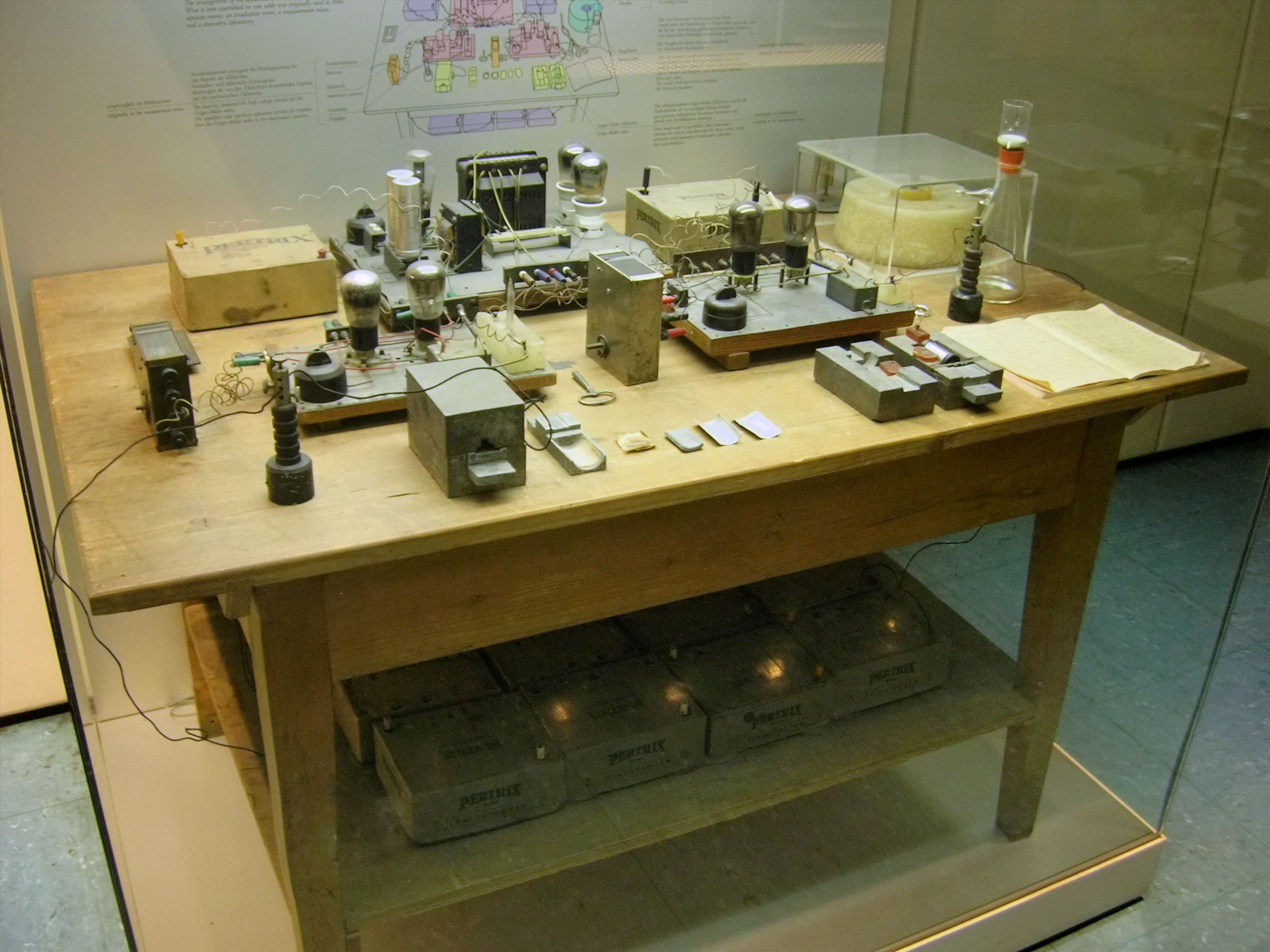
リーゼ・マイトナー、オットー・ハーン、フリッツ・シュトラスマンの研究班がウランの核分裂反応を1938年に確認した実験器具

エンリコ・フェルミとその同僚たちは1934年に、ウランに中性子を衝突させた時の結果を研究していた。核分裂反応という考えを最初に述べたのは、イーダ・ノダックで1934年のことであった。フェルミの発表後、1938年末にリーゼ・マイトナー、オットー・ハーン、フリッツ・シュトラスマンらが核分裂反応を確認した。物理学者であれば誰でも、もし連鎖反応を制御することができれば、核分裂は新しいエネルギー源につながると気づいた。必要なのは、放射性壊変の際に放出される中性子を減速させて、核分裂性の原子核に吸収できるようにする物質であった。重水か黒鉛が中性子の減速材の候補であった。
ナチス・ドイツが核兵器製造の可能性を調査した際に（ドイツの原子爆弾開発を参照）、さまざまなオプションを確認した。歴史記録ではドイツが重水を利用した方法を推進した決定について詳細はわからないものの、ドイツがこの方法を研究していたことが第二次世界大戦後に明らかとなっている。最終的には開発に失敗したものの、取り組まれていた方法は技術的には実現可能なものであったことが示されている。
- プルトニウム239は核兵器の有効な材料である（ただし、ガンバレル型の爆弾は実現不可能なので、インプローション型の仕組みを必要とする）。
- 重水はプルトニウム239を生産するために効果的な減速材となる。
- 重水は、通常の水から電気分解により取り出すことができる。

### 核兵器開発への取り組み
核兵器開発にとって主な問題は、十分な量の兵器級の核物質、特にウラン235かプルトニウム239という核分裂性の同位体を確保することであった。兵器級のウランを生産するために、天然鉱石からウランを抽出してそれを濃縮する方法もあった。または天然ウランを燃料として原子炉を運転してプルトニウムを増殖させ、それを化学的に分離するという方法もあった。ウランの濃縮と原子炉でのプルトニウム生産の両方を推進することにした連合国に対して、ドイツでは兵器生産に必要な工業設備が安くつくプルトニウム生産に注力することにした。

### プルトニウム生産
ウランにおいてもっとも一般的な同位体であるウラン238は、水素爆弾において二次的な核分裂性物質として利用することはできるが、原子爆弾において一次的な核分裂性物質としては利用できない。ウラン238はプルトニウム239の生産に利用することができる。ウラン235の核分裂によって中性子が発生し、その一部がウラン238に吸収されてウラン239ができる。ウラン239は放射性壊変により数日中には兵器に利用できるプルトニウム239となる。
ドイツでは、非常に純粋な黒鉛を減速材として試さなかった。これは彼らが試した黒鉛減速材では連鎖反応を保持するためには純度が不足しているということがわからず、減速材の候補から外してしまったためである。代わりにドイツでは、重水を利用した原子炉設計を選んだ。重水減速原子炉は核分裂の研究に利用でき、そして最終的には、爆弾の製造に使えるプルトニウムの生産ができた。

### 重水の生産

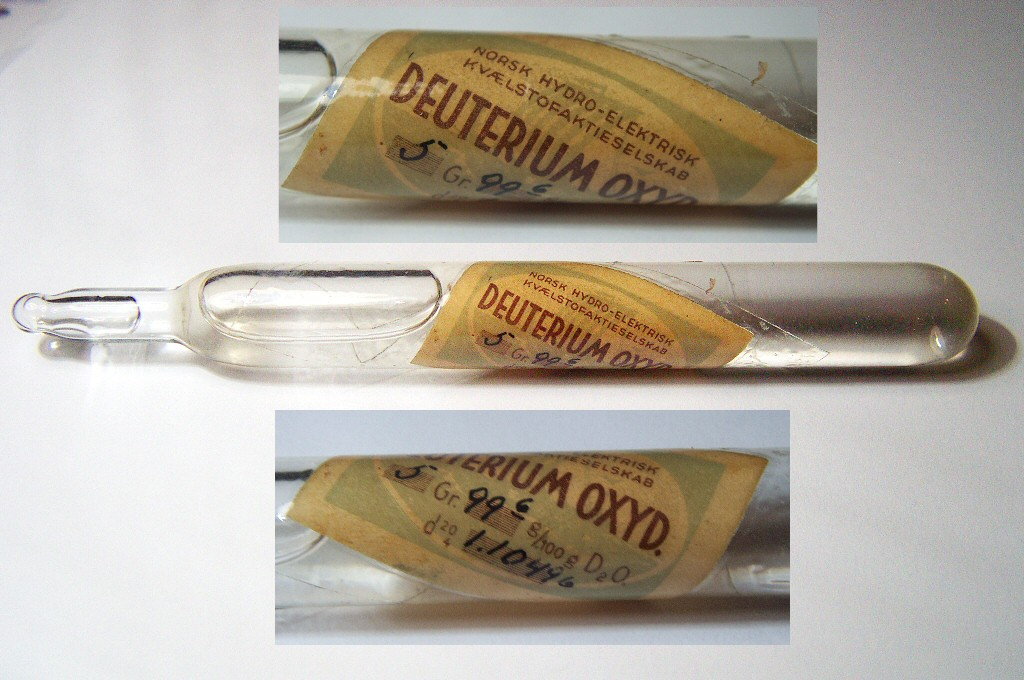
ノルスク・ハイドロが生産した重水

重水は、通常の水の中には非常に低い濃度（6000分の1）で含まれるが、電気分解の際に用いられる水の残留物にはより濃縮されて存在する。ノルウェーのテレマルク県リューカンの近くでノルスク・ハイドロが運営するヴェモルク水力発電所には、アンモニア生産のための電気分解による大規模な水素生産工場があり、そこでの残留物の分析によれば、濃度は2300分の1になっていた。当時ノルウェー工科大学の講師であったLeif Tronstadと、水素生産工場長であったJomar Brunは、初めて重水が分離された1933年に、重水生産工場を建設する提案を行い、ノルスク・ハイドロはこれを受け入れて1935年に工場の建設が開始された。
用いられた技術は単純なものであった。2個の水素の同位体の質量の差が反応の進行速度にわずかな差をもたらすことから、通常の水を電気分解することで重水が分離された。純粋な重水を電気分解で生産するためには、電気分解槽を何段も縦列につなぐ必要があり、大量の電力を消費した。余剰の電力があったことから、既存の電気分解槽から集められた重水をさらに純化することができた。結果的に、ノルスク・ハイドロはアンモニアを使って肥料を生産する工程の副産物として、世界中の科学界に重水を供給するようになった。
ハンズ・スースは重水生産のドイツ人アドバイザーであった。スースは、リューカンの工場の現在の生産能力では、軍事的に有用な量の重水を5年以内に生産することはできないと評価していた。

## ドイツの重水取得を阻止する作戦

### ドイツのノルウェー侵攻以前の活動
フランスの研究では、プルトニウム239の生産を重水減速炉と黒鉛減速炉のどちらでも検討していた。フランスの予備的な研究では、当時商業的に調達できた黒鉛ではこの目的に用いるには純度が不足しており、重水が必要であるとしていた。ドイツの研究者も同様の結論に達し、1940年1月にヴェモルク工場から追加の重水を購入した。当時ノルスク・ハイドロの株式を一部保有していたドイツの会社IG・ファルベンインドゥストリーは、ノルスク・ハイドロに対して1か月に100 kgの重水を注文したが、当時のノルスク・ハイドロの最大生産能力は1か月あたり10 kgに限られていた。
1940年にフランスの諜報機関参謀本部第2局は、Muller大佐、Mossé大尉、Knall-Demarsの3人のエージェントを派遣して、当時まだ中立国であったノルウェーのヴェモルク工場にあった、当時の世界に現存する残りの重水、185 kgを撤去させようとした。当時のノルスク・ハイドロの経営者であったAxel Aubertは、もし戦争にドイツが勝てば、自分も殺されるかもしれないと考え、この重水を戦争の期間中フランスへ貸し出すことに同意した。ドイツの諜報機関アプヴェーアもノルウェーで活動しており、ノルウェーにおけるフランスの活動に警戒していた（アプヴェーアは重水のことについて特別に警告されていたわけではなかったのだが）ので、輸送は困難であった。もし重水の輸送にアプヴェーアが気づけば、それの妨害を試みるかもしれなかった。フランス人エージェントたちは、重水を秘密裏にオスロからスコットランドのパースを経由してフランスへと運び込んだ。
フランスがドイツから侵攻された際には、フランスの原子力に関する科学者であったフレデリック・ジョリオ＝キュリーがこの重水に責任を持ち、当初はフランス銀行の保管庫に、続いて刑務所に隠した。ジョリオ＝キュリーはその後、ボルドーにこれを輸送し、研究文書や多くの科学者たちとともにイギリスの不定期貨物船ブルームパークに載せた。この船はダンケルクの戦いにおいて3週間で20万人以上の兵士と市民を救い出す作戦に参加したうちの1隻であった。ジョリオ＝キュリー自身はフランスに残った。ブルームパークは既に工業用のダイヤモンドや機械類、多くのイギリスの避難民などを乗せていた。ブルームパークは旅客と貨物を重水とともに6月21日にファルマスへと運び込んだ。ポールセン船長の大英帝国勲章の受勲が1941年2月4日のロンドン官報に記載されている。この任務の成功に重要であったのは、第20代サフォーク伯チャールズ・ハワードであった。第二次世界大戦中、イギリス科学・産業研究省への連絡将校として、サフォーク伯は貴重な機械類、1000万ドル相当の工業用ダイヤモンド、50人のフランス人科学者と重水を救い出す任務を負っていた。サフォーク伯と彼の腹心の秘書であったアイリーン・ベリル・モーデンは、ナチスがフランス領内を侵攻してくると、フランスの科学者たちを脱出させた。「オスカー」と「ジーンヴィーヴ」と名付けられた2丁のピストルとともに、何度もはらはらするような冒険を突破して、サフォーク伯と秘書のモーデンは科学者たちと工業用ダイヤモンド、世界中で残るすべての重水をフランスの外へ運び出すことに成功した。ドイツ軍が侵攻してくるほんの1時間前にパリを脱出し、サフォーク伯は夜間に南へボルドーまで車を走らせ、そこで小さなイギリスの貨物船ブルームパークを徴発して、コーンウォールのファルマスまで運航し、そこで特別列車に乗せて科学者たちと貨物をロンドンへ運んだ。サフォーク伯は軍需省に「いくらか疲れた表情であったが、なおある種の気品と尊厳を備えた若い男」という風情で現れ、科学者たちと貨物と、それに他の科学者たちと多くの病院から運び出したラジウムなどさらに価値のある品物を隠れさせてきた地点を示すボルドー近くの海岸の大縮尺の地図を届けた。事前に取り決められた発光信号が船から送られるまで、彼らは待ち合わせ地点で待っていることになっていた。すぐに駆逐艦が派遣されて、すべて計画通りに進められた。彼の任務への取り組みから、「マッド・ジャック」というあだ名が付けられることになった。軍需大臣のハーバート・モリソンは後に彼を「政府が危険な任務に用いた中でも特に顕著な若者の1人であった」と称している。
しかし、既に在庫されていた重水は搬出されたが、工場自体は重水の生産が可能な状態で残された。ノルウェー政府が大戦後に立ち上げた対独協力に関する調査では、ノルスク・ハイドロの経営陣は対独協力したと認定された。Aubertがフランスに協力した件が、ノルスク・ハイドロにとっては救いとなった。
ドイツがノルウェーを占領して、IG・ファルベンインドゥストリーがノルスク・ハイドロの操業を管理するようになると、ただちに生産能力の増強が要求された。1943年にイギリスの諜報機関がアメリカに通報した内容では、1日に4.5 kgの生産ができるとされていた。

### グルース作戦およびフレッシュマン作戦

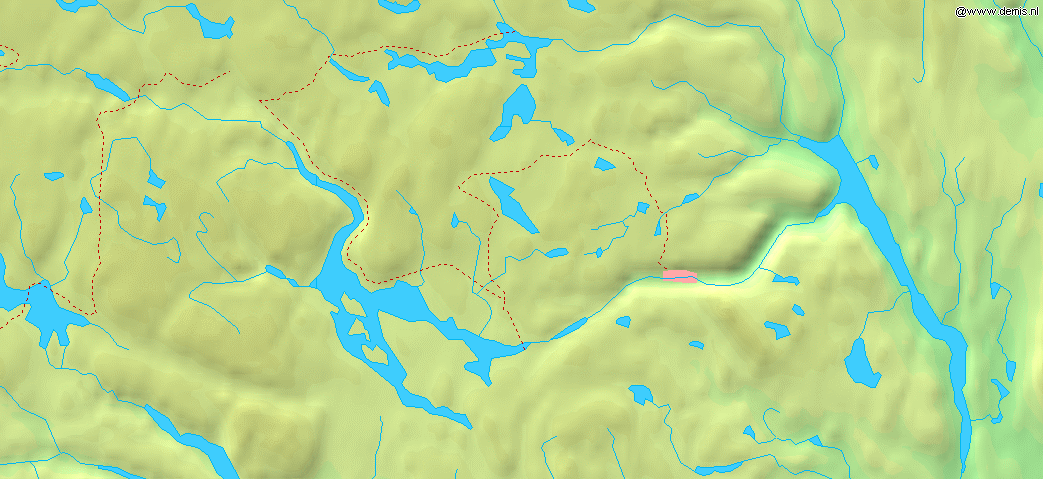
リューカンとその周辺を示す地図

1942年11月に工場の破壊が協同作戦本部の特殊部隊の目標となった。計画は2つの作戦で構成されていた。最初の作戦で多くの地元のノルウェー人を先遣隊として対象の地域に送り込み、彼らが配置についたら、イギリスの工兵たちが軍用グライダーで着陸し、工場を襲撃するというものであった。
イギリス特殊作戦執行部が訓練したノルウェー人特殊部隊の4人が、1942年10月19日にノルウェーに空挺降下した。荒野の中にあった彼らの降下地点から工場まで、長い距離をスキーで移動しなければならず、グルース作戦と名付けられたこの任務にはかなり長い時間が充てられた。これ以前の失敗と異なり、この計画では計画内容を特殊部隊は検討し記憶しておくことになっていた。
ノルウェー人のグルース作戦班が何とかイギリスと通信することができた時、彼らがイギリス特殊作戦執行部との連絡を長く絶っていたため、イギリス側ではそれに疑いを抱いた。彼らは誤った地点に降下し、そこから工場へのコースから何度も外れたのであった。秘密の質問「今日の早朝何を見たか?」が送られ、グルース作戦班は「3頭のピンクの象」と答えた。イギリス特殊作戦執行部はノルウェー人部隊の潜入が成功したことに有頂天になり、作戦の次の段階が実行された。
1942年11月19日に、工場の近くの凍った湖 Møsvatnに兵士を乗せたグライダーを着陸させる計画で、フレッシュマン作戦が実行された。ハンドレページ ハリファックス爆撃機が牽引するエアスピード ホルサグライダーが合計2機、それぞれ2人のパイロットと第1空挺師団第9工兵中隊の15人の工兵を乗せて、スコットランド、ケイスネスのウィック近くにあるスキッテン空軍基地を離陸した。グライダーの牽引は常に危険なものであるが、この場合はノルウェーまでの長距離飛行と、悪天候で非常に視界が制限されていたことで、さらに危険なものとなっていた。ハリファックスのうち1機が山に激突して搭乗していた7人が死亡し、このハリファックスが牽引していたグライダーは切り離しには成功したが、やはり近くに墜落して数人の犠牲者を出した。もう1機のハリファックスは着陸地点に到達したが、状況はかなり良くなっていたものの、地上の「ユーレカ」ビーコンと機上の「レベッカ」ビーコンとの通信リンクを確立できなかったため、着陸地点自体を見つけることができなかった。何度か着陸が試みられたものの、燃料が少なくなってきて、ハリファックスのパイロットは作戦の中止と基地への帰還を決断した。しかしその少し後にハリファックスとグライダーは厚い雲に巻き込まれ、乱気流の中で牽引ワイヤーが切れてしまった。グライダーは最初のグライダーが墜落した地点からそう遠くない位置に墜落し、やはり数人の死傷者を出した。ノルウェー人部隊は墜落地点に先回りすることができず、生存者は結果的にゲシュタポの手に落ちて、尋問の際に拷問を受け（重症者でも容赦されなかった）、後にアドルフ・ヒトラーのコマンド指令により処刑された。
この失敗に終わった作戦でもっとも重要な結果は、連合軍がドイツの重水生産計画に関心を抱いていることにドイツ側が気づいて警戒するようになったことであった。
ノルウェー人のグルース作戦班はこれ以降、山中の隠れた場所で冬の間コケ類を食べて長く窮乏生活を送らねばならなかったが、クリスマスの直前にトナカイを見つけることができた。

### ガンナーサイド作戦

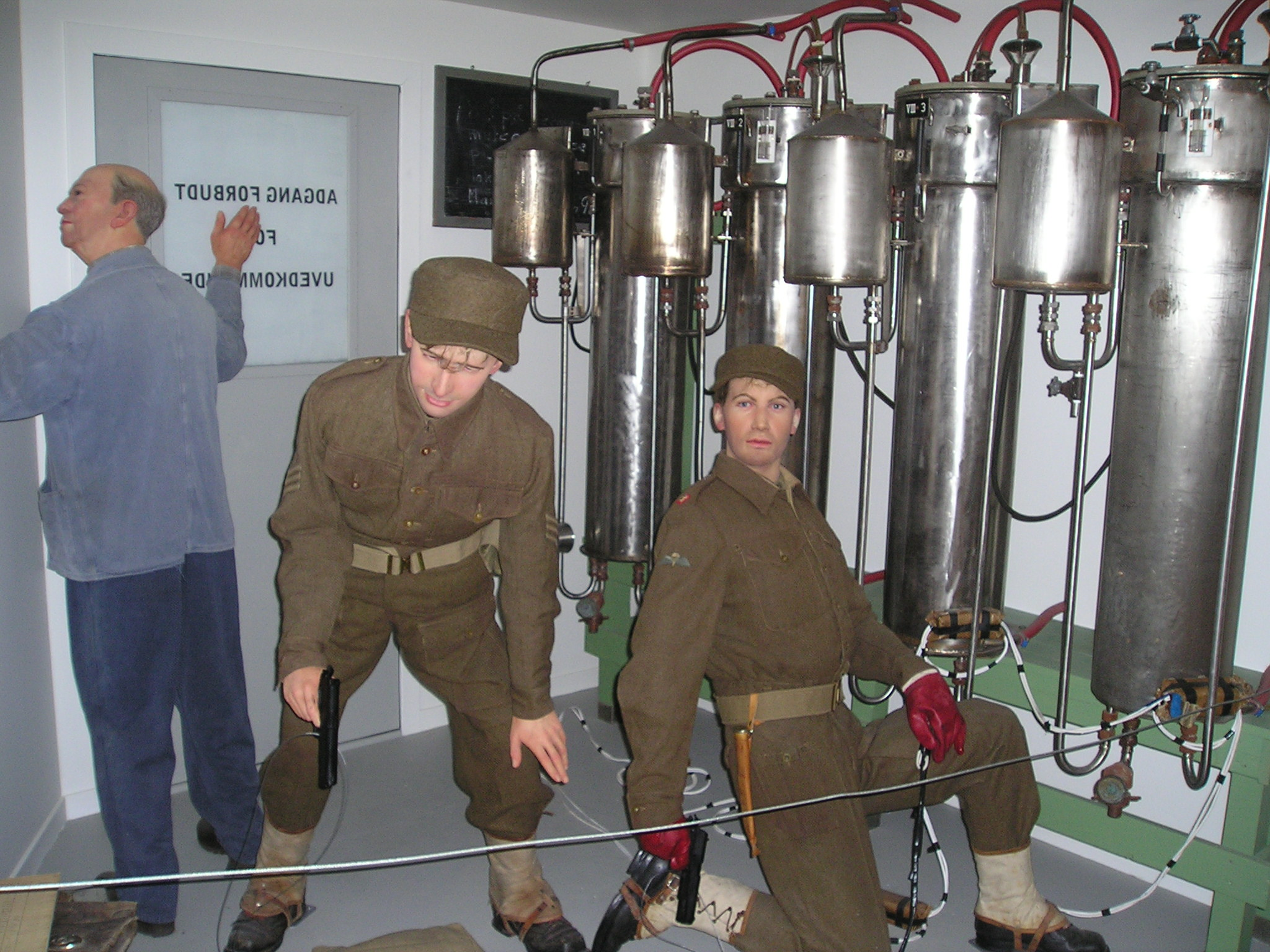
電気分解槽に破壊のための爆発物を仕掛けるガンナーサイド作戦班の再現

イギリス当局はグルース作戦班がうまくやっていることに気づいており、彼らと協力して次なる作戦を実行することに決めた。この時点で、当初のグルース作戦班は「スワロー」（つばめ）と呼ばれるようになった。1943年2月16日の夜、イギリス特殊作戦執行部の部長チャールズ・ハンブロとその家族がライチョウ（グルース）撃ちに行く村の名前にちなんで名づけられたガンナーサイド作戦で、テンプスフォード空軍基地から発進した第138飛行中隊のハリファックス爆撃機により、追加の6人のノルウェー人特殊部隊が空挺降下した。彼らは降下に成功し、2 - 3日にわたってクロスカントリースキーで捜索してスワローチームに合流した。合同チームは襲撃の最終準備を行い、1943年2月27日から28日にかけての夜に襲撃が実行された。
特殊部隊が必要とする補給物資は、特別なコンテナに収めて投下された。コンテナのうち1個はノルウェー人の愛国者がドイツの目から隠すために雪の中に埋められた。彼は後にこのコンテナを回収し、1976年8月にこの地域で訓練をしていた陸軍航空隊の士官に渡された。このコンテナはイングランドに運ばれ、オールダーショットの空挺博物館に展示されている。
失敗したフレッシュマン作戦を受けて、ドイツ軍は工場周辺に地雷を埋め、投光器を設置し、追加の警備兵を配置していた。地雷と投光器はそのままであったが、冬の数か月の間に実際の工場の警備はいくらか緩められていた。しかし、Maan川に架かる高さ200 m、長さ75 mの1本のみの橋は完全に警備されていた。
特殊部隊は谷を下り、氷の流れる川を渡り、反対側の急斜面を登る道を選んだ。冬期の川の水位はとても低く、また工場の反対側で地面が平坦になったところでは、鉄道の線路をまっすぐ工場地区まで警備兵に見つかることなく侵入した。グルース作戦班がノルウェーに到着する前から、イギリス特殊作戦執行部では工場内にノルウェー人の協力者を確保しており、詳細な工場の図面や操業計画などの情報の提供を受けていた。破壊工作班はこの情報を基に、ケーブルトンネルと窓を通って地下室に進入した。工場内では、ノルウェー人の留守番担当者のみに出会い、彼は作戦に協力するつもりがあった。
破壊工作班は重水用の電気分解槽に爆発物を設置し、彼らが逃走するのに十分な時間を稼げる信管を取り付けた。イギリスのサブマシンガンが意図的に現場に残された。これは、破壊工作がイギリス軍によるものであって地域の抵抗活動によるものではないことを明確にし、報復行為を緩和させるためのものであった。信管にまさに点火しようとした時に、非現実的なエピソードがある。ノルウェー側の留守番担当者は部屋のどこかにおいてあった自分の眼鏡を心配し始めた。戦争中には新しい眼鏡を手に入れるのはほとんど不可能であったのである。彼の眼鏡を皆で必死に探し始め、ようやく見つけ、それから信管に点火された。爆発物は爆発し、電気分解槽を破壊した。
この襲撃は成功と判断された。ドイツの占領中に生産されたすべての重水、500 kg以上も電気分解槽の操業に不可欠な設備とともに破壊された。3,000人に及ぶドイツ兵がこの地域に派遣されて特殊部隊を捜索したが、全員が逃げ延びた。彼らのうち5人は400 kmにわたってスキーでスウェーデンへ行き、2人はオスロへ向かってノルウェーの抵抗組織Milorgの援助をし、4人はさらなる抵抗活動のために地域に留まった。

### 操業再開と連合軍の空襲
この攻撃では修復不可能な被害を工場に与えたわけではなかったが、操業は数か月に渡って停止された。ヴェモルクの工場は4月には復旧され、ドイツ側の警備が非常に厳しくなっていたことから、イギリス特殊作戦執行部は再度の特殊部隊による襲撃は非常に難しいと結論した。
工場での生産が再開されてすぐに、アメリカ陸軍航空軍はヴェモルクに何度も空襲を行うようになった。11月には、B-17爆撃機143機による大規模昼間爆撃が工場に対して行われ、711発の爆弾が落とされたが少なくとも600発は工場から外れた。しかし被害は極めて広範囲のものであった。かつてはドイツ軍の迎撃部隊のために非現実的であった昼間爆撃が、夜間爆撃の代わりにこの年の前半から実行可能になったことで、地上攻撃の必要性は薄くなっていた。ドイツは、空襲でさらなる被害を受けると考え、工場を廃止して残された資材と生産設備をドイツに移すことを1944年に決定した。

### ティン湖における「ハイドロ」の撃沈

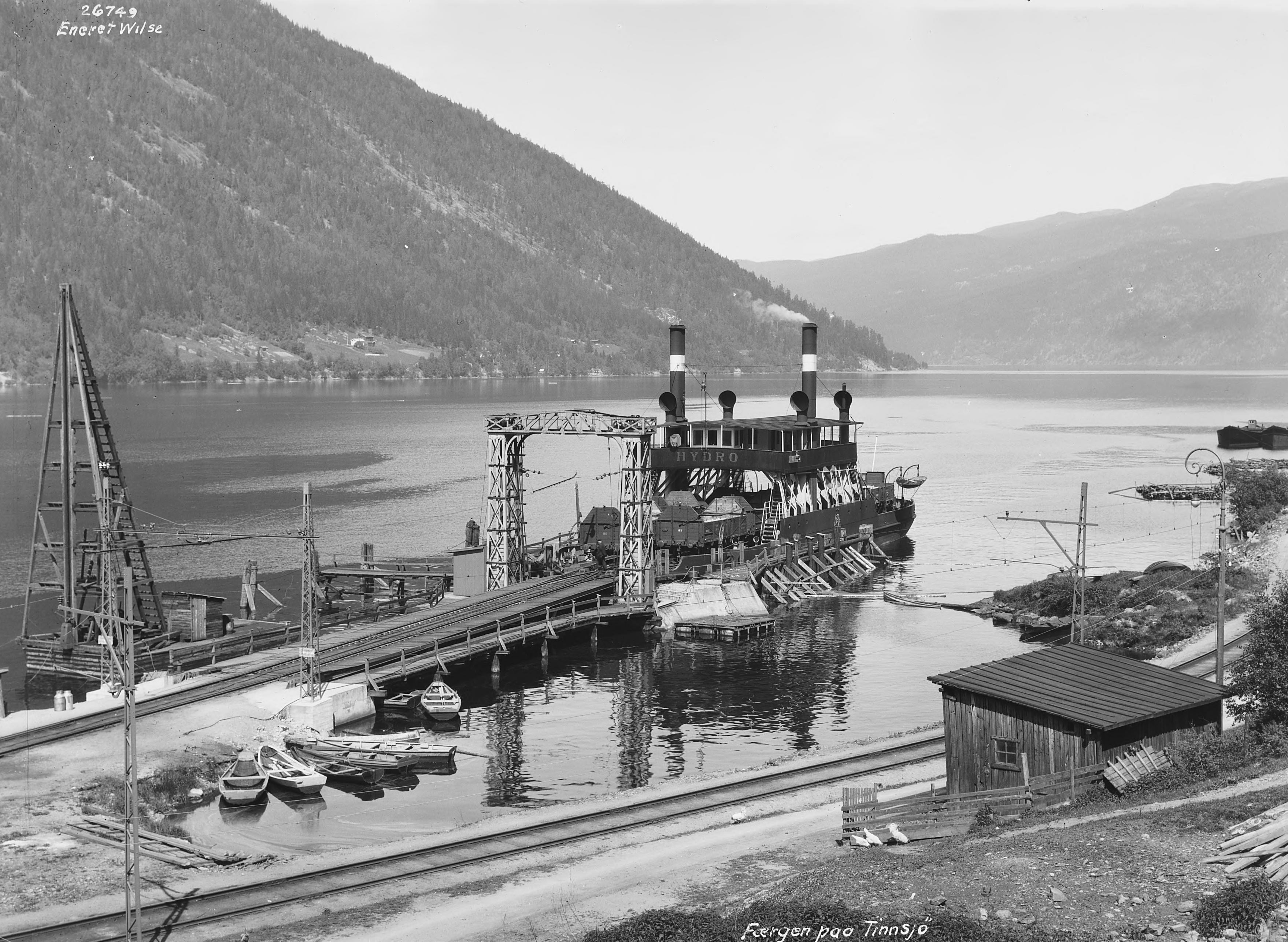
1925年に撮影された「ハイドロ」

この地域で唯一訓練を受けていた特殊部隊員であったKnut Haukelidは、重水を搬送するドイツの計画を通報し、支援を集めてこの搬送を阻止しようと申し出た。彼はティン湖を渡って重水を輸送する鉄道連絡船を撃沈することを決めた。彼は見覚えのある連絡船の乗員に話しかけ、この機会を利用して船底に侵入して爆弾を仕掛け、その後ひそかに脱出した。8.5 kgのプラスチック爆弾に2個の目覚まし時計を利用した信管が取り付けられ、重水を入れたドラム缶を積んだ貨車をティン湖を通って航送する鉄道連絡船「ハイドロ」の竜骨に仕掛けられた。1944年2月20日の深夜に爆発してすぐに連絡船とその積み荷は深い湖に沈み、最終的に当初の任務の目的を達成して、ドイツの原子爆弾開発計画を停止させることができた。この連絡船の沈没により、多くのノルウェー人の市民も死亡した。目撃者は、沈没後に鋼製のドラム缶が浮いていたことを報告し、実際には重水を入れていなかったのではないかという疑いが浮上したが、戦後に記録を調査したところによれば一部のドラム缶は半分だけ中身を入れてあり、そのために浮いたのだということがわかった。このうちいくつかは引き上げられて、ドイツに運ばれたかもしれない。
2005年に、湖の底の捜索が行われて26番という番号の入ったドラム缶が引き上げられた。それに含まれていた重水は、ドイツ側の記録に示された濃度と一致しており、出荷は囮ではなかったことが確認された。しかし、多くのドラム缶に入っていた重水の濃度は、核兵器開発に役立てるには薄いということも指摘された。これが出荷に際して厳重な警戒が行われていなかったこと、そして連絡船自体が積み込みの遅れに際して捜索されなかったことを説明できるかもしれない。映画「テレマークの要塞」の中では機関車と列車が写っており、いくらか非現実的なくらいドイツ兵で固められている。レイ・ミアーズによるBBCの取材では、実際のところ指揮していた将軍はこうした特別な兵士の配置を命じていたと述べられている。
破壊工作をした特殊部隊員には知らされていなかったことであるが、イギリス特殊作戦執行部では、最初の作戦が失敗に終わった場合にHerøyaからの出荷を攻撃する2番目の作戦班を配置する「プランB」が用意されていた。解体された工場の設備は後に、核関連機材の押収部隊であるアルソスミッションの部隊員によって、戦争終盤に南部ドイツで発見された。

## 歴史的な観点
ノルスク・ハイドロの生産記録の近年の調査と、2004年に引き上げられたドラム缶の中身の調査により、出荷されたドラム缶内の水の水素イオン指数 (pH) は14であったことが判明し、アルカリ電気分解による精練処理であることを示唆するが、高い濃度の重水は含まれていなかった。出荷の規模に対して、純粋な重水の量は限られており、ほとんどのドラム缶は重水を0.5 - 1パーセント程度しか含んでおらず、ガンナーサイド作戦で高い濃度の重水を損失させることに成功したことが確認された。原子炉を運転するためには合計5 tの重水が必要だったはずであるが、輸送目録によればドイツに輸送される重水は500 kgでしかなかった。このため「ハイドロ」に積まれていたのは、1基の原子炉を運転するにはとても足りない量の重水であり、核兵器を作るのに必要なプルトニウムを生産するためには10トンかそれ以上の重水が必要だったはずである。
後知恵ではあるが、ドイツの戦時中の核開発計画については、ノルウェーの重水が最大限生産され出荷されていたとしても、核兵器を製造するにはまだまだ遠いところであったと言える。しかしながら、不成功に終わったイギリスの攻撃と、ノルウェーの破壊工作活動者の偉業は、重水製造に対する最高機密の戦いを国際的にも知られたものとし、破壊工作活動者を国家的な英雄とした。

## 作戦に関わったノルウェー人の工作員
工場内にいたエージェント
Einar Skinnarland
グルース/スワロー班
Jens Anton Poulsson
Arne Kjelstrup
Knut Haugland
Claus Helberg
ガンナーサイド班
Joachim Holmboe Rønneberg
Knut Haukelid
Fredrik Kayser
Kasper Idland
Hans Storhaug
Birger Strømsheim, 2012年11月10日にオスロで死去
(en:Leif Tronstad) イギリスにいた計画者
ティン湖班
en:Knut Haukelid "Bonzo"として知られる
en:Rolf Sørlie 地域の抵抗活動の参加者
en:Einar Skinnarland 基地の無線技士
en:Gunnar Syverstad 工場の研究所助手
en:Kjell Nielsen 工場の輸送管理者
("Larsen") 工場の上級技術者
(NN) 車両の調達および運転

## 映画や書籍

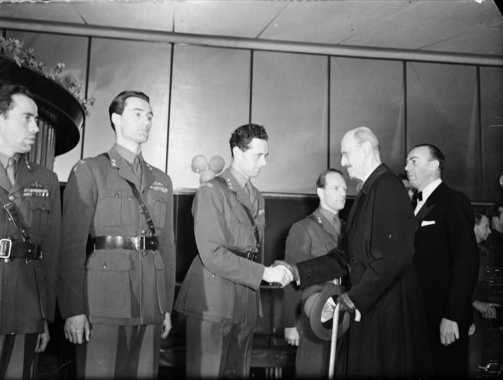
映画「Kampen om tungtvannet」（重水との戦い）の1948年2月5日の初公開、左から右にKnut Haukelid、Joachim Rønneberg、Jens Anton Poulsson（国王ホーコン7世と握手をしている）、Kasper Idland

フレッシュマン作戦およびグルース作戦に基づいた1948年のノルウェー映画、「Kampen om tungtvannet」（重水との戦い）は、襲撃に実際に参加したうち少なくとも4人が演じているのが呼び物となっている。
1965年のハリウッド映画はガンナーサイド作戦を基にしており、「テレマークの要塞」というタイトルになっている。襲撃に実際に参加した1人が出演しているが、ナチス側の追跡者としてである。
1966年のフランチシェク・ベホウネクによる書籍、"Rokle u Rjukanu"（リューカンの峡谷）は、この事件を基にしたフィクションである。
2005年11月8日に、公共放送協会は、ティン湖で撃沈された連絡船「ハイドロ」を探索する水中考古学者の仕事を題材とする番組を放送した。
2003年にホッダー・アンド・ストートンから発行された、レイ・ミアーズによる書籍 "The Real Heroes of Telemark: The True Story of the Secret Mission to Stop Hitler's Atomic Bomb"（テレマークの真の英雄、ヒトラーの原子爆弾を阻止する秘密の作戦の真実の物語）では、ノルウェーの特殊部隊の独特のサバイバル能力という観点からこの事件を描いている。これはBBCのドキュメンタリーシリーズ"The Real Heroes of Telemark"と連動しており、番組名の元になったハリウッド映画に比べてより事実に忠実になっている。またこの中では、襲撃における生存の側面、いかにして山小屋で数か月に渡って生き延びたかを描いている。
"Skis Against the Atom"（原子爆弾に対抗するスキー）は、ガンナーサイド作戦に参加して現地に残留した1人、Knut Haukelidによる直接の記録である。
スワロー/グルース班のJens-Anton Poulssonは、"The Heavy Water Raid: The Race for the Atom Bomb 1942–1944"（重水襲撃作戦：原子爆弾開発競争1942年 - 1944年）の書籍に対して証言をしている。
失敗したフレッシュマン作戦は、リチャード・ウィガンによる"Operation Freshman: The Rjukan Heavy Water Raid 1942"（フレッシュマン作戦：リューカンの重水襲撃 1942年）と、より新しいJostein Berglydの"Operation Freshman: The Actions and the Aftermath"（フレッシュマン作戦：その活動と結果）に広く取り上げられている。
トーマス・ギャラハーの"Assault in Norway: Sabotaging the Nazi Nuclear Program"（ノルウェーでの襲撃、ナチスの核開発計画を阻止する）でもこの襲撃が取り上げられている。この本は、多くの特殊部隊員に対する著者のインタビューに基づいている。
テレビゲームのブレイジング・エンジェル、バトルフィールド1942 シークレット・ウェポン、メダル・オブ・オナーの1999年版では重水工場の破壊作戦が取り上げられている。
スウェーデンのパワーメタルバンドサバトンは、2010年に出したアルバム「コート・オブ・アームズ」の中で"Saboteurs"を歌っており、この作戦を取り上げている。
日本では、1967年に岩崎書店から出版された子供向けの「原ばくスパイ0号」（中尾明著、中山正美イラスト）において取り上げられている。
2015年にはノルウェーFilmkameratene AS og Sebasto Film & TV ApS. によって最新の史料に基づくドラマ「ヘビー・ウォーター・ウォー」（原題 HEAVY WATER WAR、全6話）が制作されている。日本でも衛星波による放送やネット配信が行われ、日本語字幕付きのDVDも発売された。なお一部の人物やそれに関わるエピソードなどは名誉等に配慮して意図的に史実と異なる内容に変更されている。